# T.N.T. (piosenka)
T.N.T. – piosenka australijskiego zespołu hardrockowego AC/DC, wydana jako trzeci singiel z ich drugiego albumu studyjnego T.N.T.. Utwór wydano także na pierwszym ogólnoświatowym albumie grupy, High Voltage (1976), a także na albumie koncertowym AC/DC Live (1992). Wersja koncertowa piosenki znalazła się na wydawnictwie DVD Rough & Tough (2005). Utwór jest jednym z popularniejszych w dyskografii zespołu.